# Риверос, Гильермо
Гилье́рмо Артуро Риве́рос Конехерос (исп. Guillermo Arturo Riveros Conejeros; 10 февраля 1902 — 9 октября 1959), по другим данным Гильермо Артуро Риверо Конехеро (исп. Guillermo Arturo Rivero Conejero) — чилийский футболист, защитник, участник Олимпийских игр 1928 года и чемпионата мира 1930 года.

## Биография
Выступал за чилийские клубы «Ла-Крус» и «Аудакс Итальяно». Дебютировал в сборной на Олимпийских играх 1928 года в Амстердаме. Дважды выходил на поле в матчах утешительного раунда: с Мексикой и Нидерландами. На чемпионате мира 1930 в Уругвае провёл матч против сборной Франции. Также участвовал в трёх розыгрышах кубка Южной Америки: 1935, 1937 и 1939 годов.
| Матчи и голы Гильермо Ривероса за сборную Чили | Матчи и голы Гильермо Ривероса за сборную Чили | Матчи и голы Гильермо Ривероса за сборную Чили | Матчи и голы Гильермо Ривероса за сборную Чили | Матчи и голы Гильермо Ривероса за сборную Чили | Матчи и голы Гильермо Ривероса за сборную Чили | Матчи и голы Гильермо Ривероса за сборную Чили |
| ---------------------------------------------- | ---------------------------------------------- | ---------------------------------------------- | ---------------------------------------------- | ---------------------------------------------- | ---------------------------------------------- | ---------------------------------------------- |
| №                                              | Дата                                           | Место проведения                               | Соперник                                       | Счёт                                           | Голы                                           | Турнир                                         |
| 1                                              | 5 июня 1928                                    | Арнем, Нидерланды                              | Мексика                                        | 3:1                                            | -                                              | Олимпийские игры 1928                          |
| 2                                              | 8 июня 1928                                    | Роттердам, Нидерланды                          | Нидерланды                                     | 2:2                                            | -                                              | Олимпийские игры 1928                          |
| 3                                              | 19 июля 1930                                   | Монтевидео, Уругвай                            | Франция                                        | 1:0                                            | -                                              | Чемпионат мира 1930                            |
| 4                                              | 6 января 1935                                  | Лима, Перу                                     | Аргентина                                      | 1:4                                            | -                                              | Чемпионат Южной Америки по футболу 1935        |
| 5                                              | 18 января 1935                                 | Лима, Перу                                     | Уругвай                                        | 1:2                                            | -                                              | Чемпионат Южной Америки по футболу 1935        |
| 6                                              | 30 декабря 1936                                | Буэнос-Айрес, Аргентина                        | Аргентина                                      | 1:2                                            | -                                              | Чемпионат Южной Америки по футболу 1937        |
| 7                                              | 3 января 1937                                  | Буэнос-Айрес, Аргентина                        | Бразилия                                       | 4:6                                            | 1                                              | Чемпионат Южной Америки по футболу 1937        |
| 8                                              | 10 января 1937                                 | Буэнос-Айрес, Аргентина                        | Уругвай                                        | 3:0                                            | -                                              | Чемпионат Южной Америки по футболу 1937        |
| 9                                              | 17 января 1937                                 | Буэнос-Айрес, Аргентина                        | Парагвай                                       | 2:3                                            | -                                              | Чемпионат Южной Америки по футболу 1937        |
| 10                                             | 21 января 1937                                 | Буэнос-Айрес, Аргентина                        | Перу                                           | 2:2                                            | -                                              | Чемпионат Южной Америки по футболу 1937        |
| 11                                             | 15 января 1939                                 | Лима, Перу                                     | Парагвай                                       | 1:5                                            | -                                              | Чемпионат Южной Америки по футболу 1939        |
| 12                                             | 29 января 1939                                 | Лима, Перу                                     | Уругвай                                        | 2:3                                            | -                                              | Чемпионат Южной Америки по футболу 1939        |
| 13                                             | 5 февраля 1939                                 | Лима, Перу                                     | Эквадор                                        | 4:1                                            | -                                              | Чемпионат Южной Америки по футболу 1939        |
| 14                                             | 26 февраля 1939                                | Сантьяго, Чили                                 | Парагвай                                       | 4:2                                            | -                                              | Товарищеский матч                              |

Итого: 14 матчей / 1 гол; 5 побед, 2 ничьих, 7 поражений.